# اتر، تانک
اتر (به انگلیسی: Uttar) یک منطقهٔ مسکونی در پاکستان است که در خیبر پختونخوا واقع شده‌است.